# 紀伊田原駅
紀伊田原駅（きいたはらえき）は、和歌山県東牟婁郡串本町田原にある、西日本旅客鉄道（JR西日本）紀勢本線（きのくに線）の駅である。

## 歴史
この駅は1936年12月、国鉄紀勢中線の下里駅から串本駅までの開通と共に開業したが、その約4年後の1940年には江住 - 串本・新宮 - 紀伊木本（現・熊野市）間開業により紀伊木本 - 和歌山（現・紀和）までが紀勢西線とされたため国鉄紀勢西線の駅となった。その後当駅は1959年、今の紀勢本線が全通し亀山 - 和歌山（現・紀和）間が紀勢本線となったのを受け国鉄紀勢本線の駅となり、さらに国鉄分割民営化を経て現在に至っている。

### 年表
- 1936年（昭和11年）12月11日：国鉄紀勢中線下里 - 串本間延伸に伴い開業[1][2]。
- 1940年（昭和15年）8月8日：紀勢西線江住 - 串本・新宮 - 紀伊木本（現熊野市駅）間開通により紀伊木本 - 和歌山（現・紀和）間が紀勢西線とされたため国鉄紀勢西線の駅となる[1]。
- 1959年（昭和34年）7月15日：三木里駅 - 新鹿駅間の開通をもって現在の紀勢本線が全通し新たに亀山と和歌山（現在の紀和）間が紀勢本線となり、当駅も国鉄紀勢本線の駅となる[1]。
- 1962年（昭和37年）10月1日：貨物取扱を廃止[2]。
- 1978年（昭和53年）4月1日：荷物扱い廃止[2]。
- 1985年（昭和60年）3月14日：無人化[3]。
- 1987年（昭和62年）4月1日：国鉄分割民営化に伴い、西日本旅客鉄道（JR西日本）の駅となる[1][2]。
- 2021年（令和3年）3月13日：ICカード「ICOCA」の利用が可能となる[4]。
- 2024年（令和6年）3月9日：スペースポート紀伊にて民間ロケット「カイロス」打ち上げに伴い、見学客輸送のため当駅発着の臨時普通列車が運転される[5]。

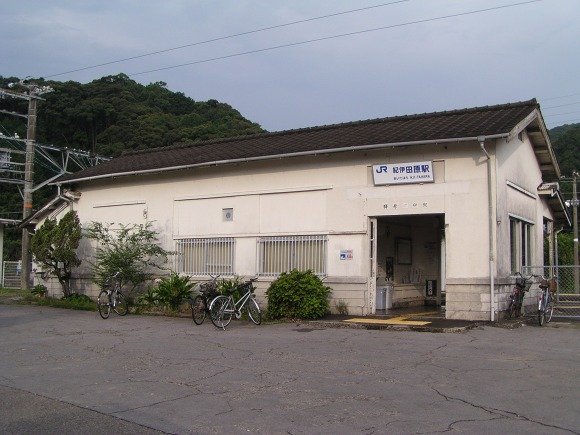
リニューアル前の駅舎（2005年8月）

## 駅構造
単式ホーム・島式ホーム混合の2面3線を持ち、単式ホーム（1番のりば）に接して駅舎のある地上駅である。ホーム間の連絡は跨線橋による。
新宮駅管理の無人駅。開業当時からの駅舎が窓が塞がれながらも使用されている。トイレは、改札外にある。駅舎内には駅ノートが設置されている。自動券売機は設置されていない。

### のりば
| のりば | 路線       | 行先                       | 備考                    |
| ------ | ---------- | -------------------------- | ----------------------- |
| 1      | きのくに線 | 串本・紀伊田辺・和歌山方面 | 待避列車は3番のりば     |
| 2・3   | きのくに線 | 紀伊勝浦・新宮方面         | 3番のりばは一部列車のみ |

付記事項
- 1番のりばが下り本線、2番のりばが上り本線、3番のりばが上下副本線である。
- 3番のりばは上下線双方向の入線・発車が可能。ごく一時期、朝の通勤・通学時間帯に新宮から送り込み回送され、当駅始発（3番のりばから）の新宮行き普通が運転されていた。事故やトラブル・大雨・落雷などによるダイヤ乱れの場合は3番のりばで列車の折返しが行われることがある。
- 近くには田原海水浴場と国民宿舎「あらふね」があり、過去には急行「きのくに」が海水浴客の便宜を図って、夏季に臨時停車していた時期があった。
- 過去には駅舎正面向かって左手に小型貨車2両程度の貨物ホームがあり、さらに3番線の西側にも貨車留置用の側線があった。貨物ホーム跡の上には現在信号機器室が設置されているが、ホームはそのまま残されており、現役当時を偲ばせている。また、ホーム跡に敷かれていた線路は保線用車両留置用として使用されていたこともあったが、近年になって3番線西側の側線に敷かれていた線路と共に廃止された。3番線西側の側線跡にはコンクリート製車止めが現在でも残っている。

## 利用状況
近年の1日平均乗車人員は以下の通り。
| 年度   | 1日平均 乗車人員 |
| ------ | ---------------- |
| 1998年 | 80               |
| 1999年 | 76               |
| 2000年 | 62               |
| 2001年 | 45               |
| 2002年 | 40               |
| 2003年 | 43               |
| 2004年 | 42               |
| 2005年 | 37               |
| 2006年 | 28               |
| 2007年 | 24               |
| 2008年 | 23               |
| 2009年 | 20               |
| 2010年 | 23               |
| 2011年 | 18               |
| 2012年 | 18               |
| 2013年 | 15               |
| 2014年 | 13               |
| 2015年 | 17               |
| 2016年 | 18               |
| 2017年 | 21               |
| 2018年 | 17               |
| 2019年 | 14               |
| 2020年 | 12               |
| 2021年 | 12               |
| 2022年 | 12               |

## 駅周辺
周辺では熊野灘のぎりぎりまでに山が迫っているが、駅のある田原集落は田原川が山を削った河口のわずかばかりの平地に開けている。古くからの漁港集落であり、駅は田原集落の西の端、あと少しで山という場所に位置する。集落には郵便局、小学校などがある。なおこのあたりの海岸では冬季の早朝に「田原の海霧」とよばれる現象が発生する。放射冷却により田原川上流にたまった霧が川を下りながら量を増し、暖かい海に出たところで濃くなって海が白く見えるものである。駅周辺には軽自動車一台程度しか通れないような狭い路地に古びた民家が密集している。
- 田原郵便局
- 串本町立田原小学校
- 木の葉神社
- 田原海水浴場
- 荒船キャンプランド
- 森戸崎
- 佐部温泉
- スペースポート紀伊

## その他
- 駅名の読みはきいたはらとされているが地名の田原はたわらと読むのが正しいとされている。附近を通っている国道42号のキロポストの表記は地名の正式な読みにしたがってTawara（たわら）とされている。
- 過去には入り口に軒があり、その下に旧式表示（右横書き）で「驛原田伊紀」と書かれていた。JR化後、その表記の上に「JR紀伊田原駅」の駅名標が掲げられ、旧式表記は駅名標に隠れて見られなくなっていたが、軒が取り払われ駅名標を軒のあった場所より上方に移設した事により、再び「驛原田伊紀」の旧式表記が現れた姿となっている。

## 隣の駅
西日本旅客鉄道（JR西日本）
 きのくに線（紀勢本線）
紀伊浦神駅 - 紀伊田原駅 - 古座駅